# 森德勒
森德勒是匈牙利的城鎮，位於該國東北部，由包爾紹德-奧包烏伊-曾普倫州負責管轄，距離首府米什科爾茨40公里，面積53.66平方公里，2011年人口4,119，其中約八成居民信奉天主教。

## 外部連結
- The official site of the town （页面存档备份，存于）

48°24′N 20°44′E / 48.400°N 20.733°E